# Eriocaulon kolhapurense
Eriocaulon kolhapurense är en gräsväxtart som beskrevs av S.P.Gaikwad, Sardesai och Shrirang Ramchandra Yadav. Eriocaulon kolhapurense ingår i släktet Eriocaulon och familjen Eriocaulaceae. IUCN kategoriserar arten globalt som sårbar. Inga underarter finns listade i Catalogue of Life.